# Geophaps smithii
Geophaps smithii е вид птица от семейство Гълъбови (Columbidae). Видът е световно застрашен, със статут Уязвим.

## Разпространение
Разпространен е в Австралия.